# Benjamin Adams
Benjamin Adams (Estados Unidos, 31 de marzo de 1890-14 de mayo de 1961) fue un atleta estadounidense, especialista en la prueba de salto de altura en parada en la que llegó a ser subcampeón olímpico en 1912.

## Carrera deportiva
En los JJ. OO. de Estocolmo 1912 ganó la medalla de plata en el salto de altura en parada, saltando por encima de 1.60 metros, quedando en el podio tras su compatriota Platt Adams (oro con 1.63 m) y por delante del griego Konstantin Tsiklitiras (bronce con 1.55 metros). También ganó la medalla de bronce en el salto de longitud en parada, llegando hasta los 3.28 metros, siendo superado por el griego Konstantin Tsiklitiras (oro con 3.37 m) y su compatriota Platt Adams (plata con 3.36 metros).